# Tòa nhà văn phòng quận, Września
Văn phòng quận, Września (tiếng Ba Lan: Budynek starostwa we Wrześni) là tòa nhà văn phòng trong đó cung cấp các chức năng hành chính cho Huyện Września. Nó nằm ở phía nam khu chợ của thị trấn (Rynek), trên đường Chopin. Trong thời gian phân vùng Ba Lan, tòa nhà được gọi là "Landratura" và biệt thự của ngôi sao liền kề được gọi là biệt thự của Landrat, vì lúc đó Września là một phần của Vương quốc Phổ.

## Sự sáng tạo
Cho đến thế kỷ 17, vùng đất hiện là văn phòng và biệt thự liền kề đã bị chiếm giữ bởi một nghĩa trang thuộc về Nhà thờ của Chúa Thánh Thần. Sau khi thanh lý nhà thờ, mảnh đất vẫn bị bỏ bê và không được sử dụng trong một thời gian dài. Năm 1848, nó được mua bởi Xavier Stelmachowski, một người xây dựng từ Września. Hai năm sau, một phần đất nghĩa trang đã được mua để xây dựng trụ sở của chính quyền quận cho Huyện Września, được thành lập vào năm 1818. Phần còn lại của mảnh đất được mua vào năm 1911 với ý tưởng xây dựng một biệt thự của Landrat.

## Thời kỳ hậu chiến
Cho đến năm 1945, tòa nhà được sử dụng theo mục đích ban đầu của nó, cụ thể là làm văn phòng quận và căn hộ cho thống đốc. Kể từ Thế chiến II, tòa nhà đã được đại tu và hiện đại hóa nhiều lần. Năm 1970, tầng trệt của biệt thự đã được điều chỉnh thành nơi tổ chức đám cưới. Bàn của Hội đồng thành phố cũng được đặt trong tòa nhà; từ năm 1975, tòa nhà cũng là trụ sở của Hội đồng thành phố. Kể từ khi Quận Września được tái tạo vào năm 1999, tòa nhà đã được khôi phục lại chức năng ban đầu là một văn phòng quận.

## Hình ảnh

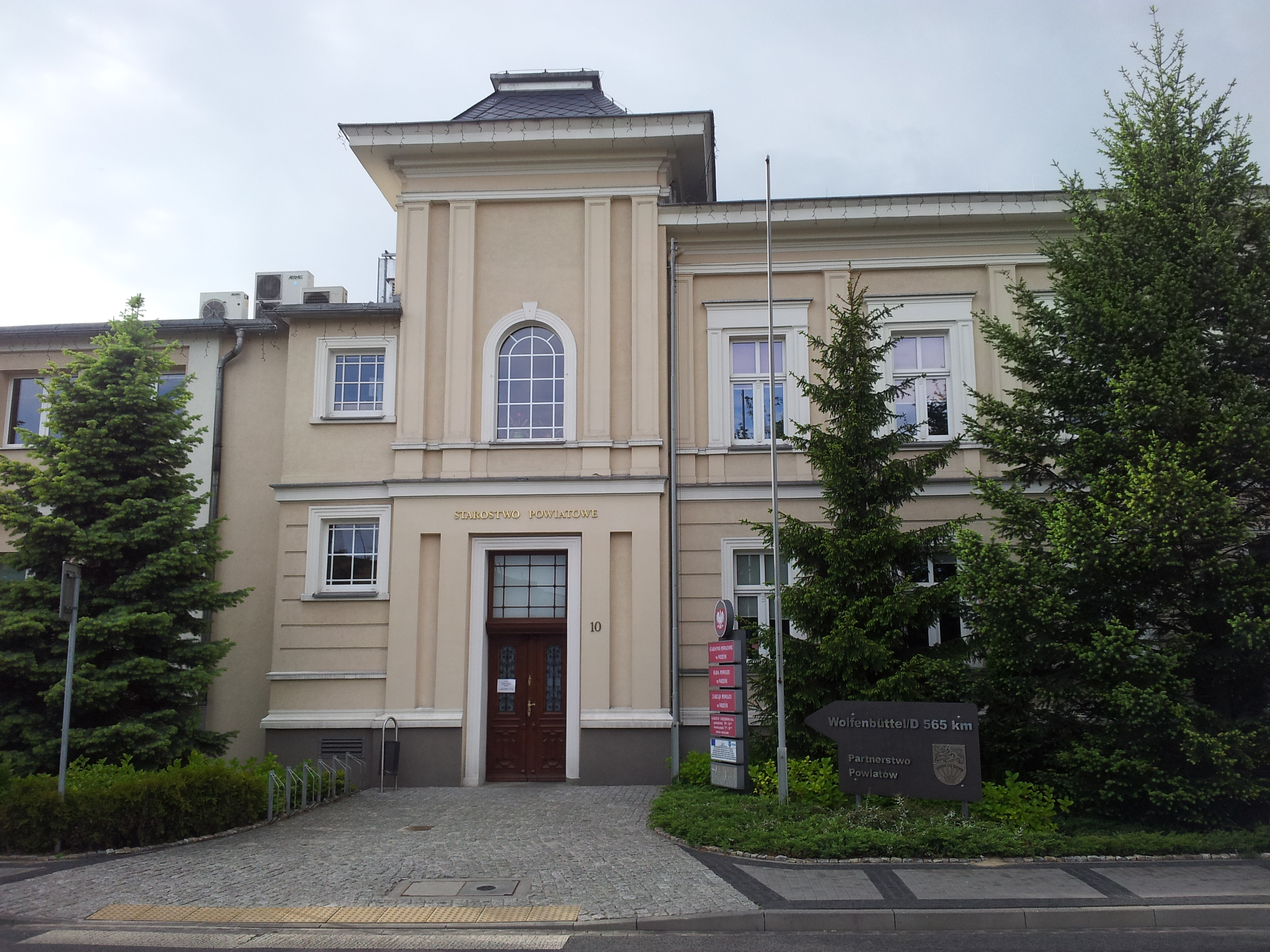
Lối vào của tòa nhà văn phòng quận chính.
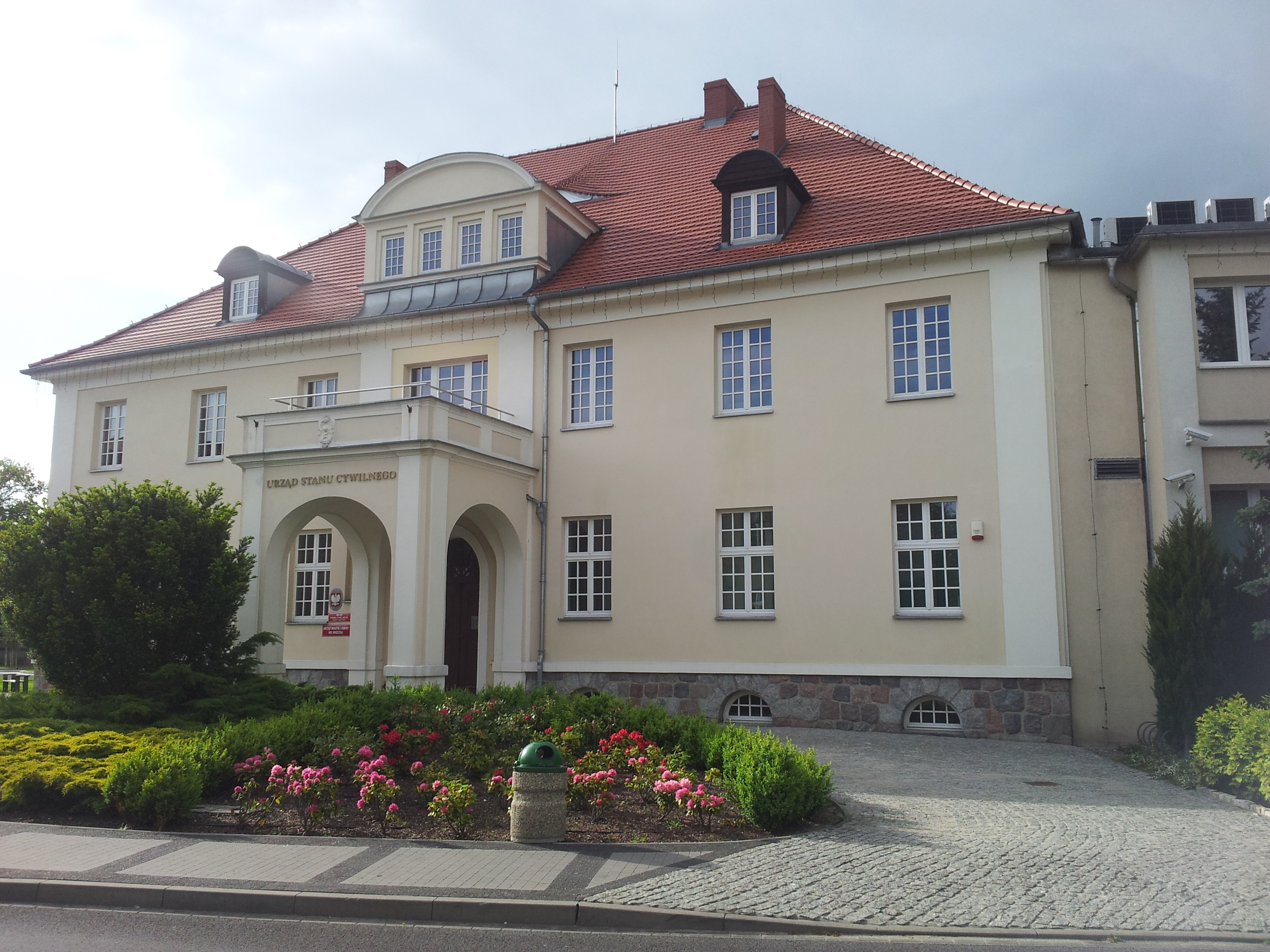
Tòa nhà văn phòng quận từ Phố Chopin
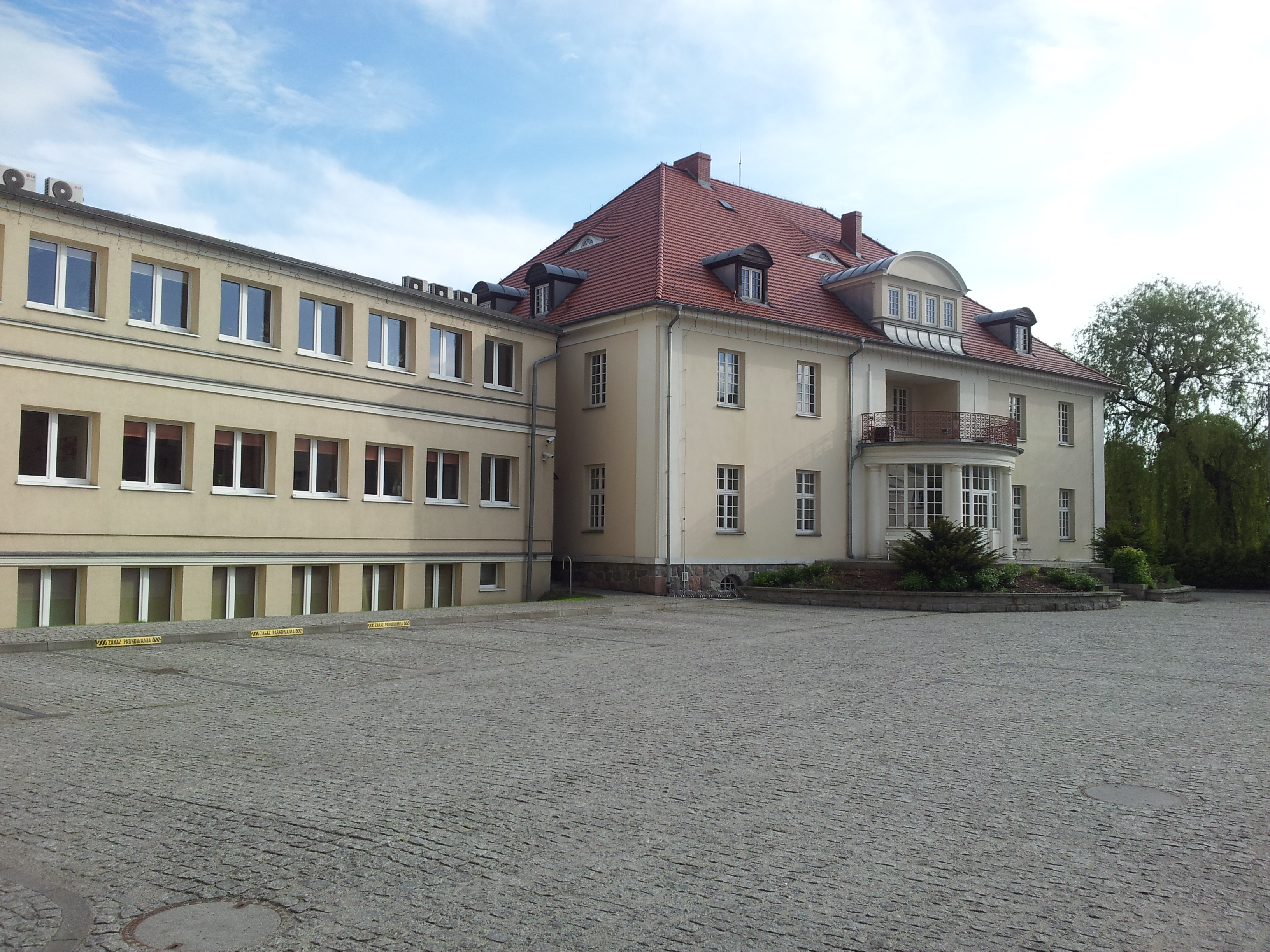
Tòa nhà văn phòng quận và kết nối tòa nhà từ Phố Moniuszko
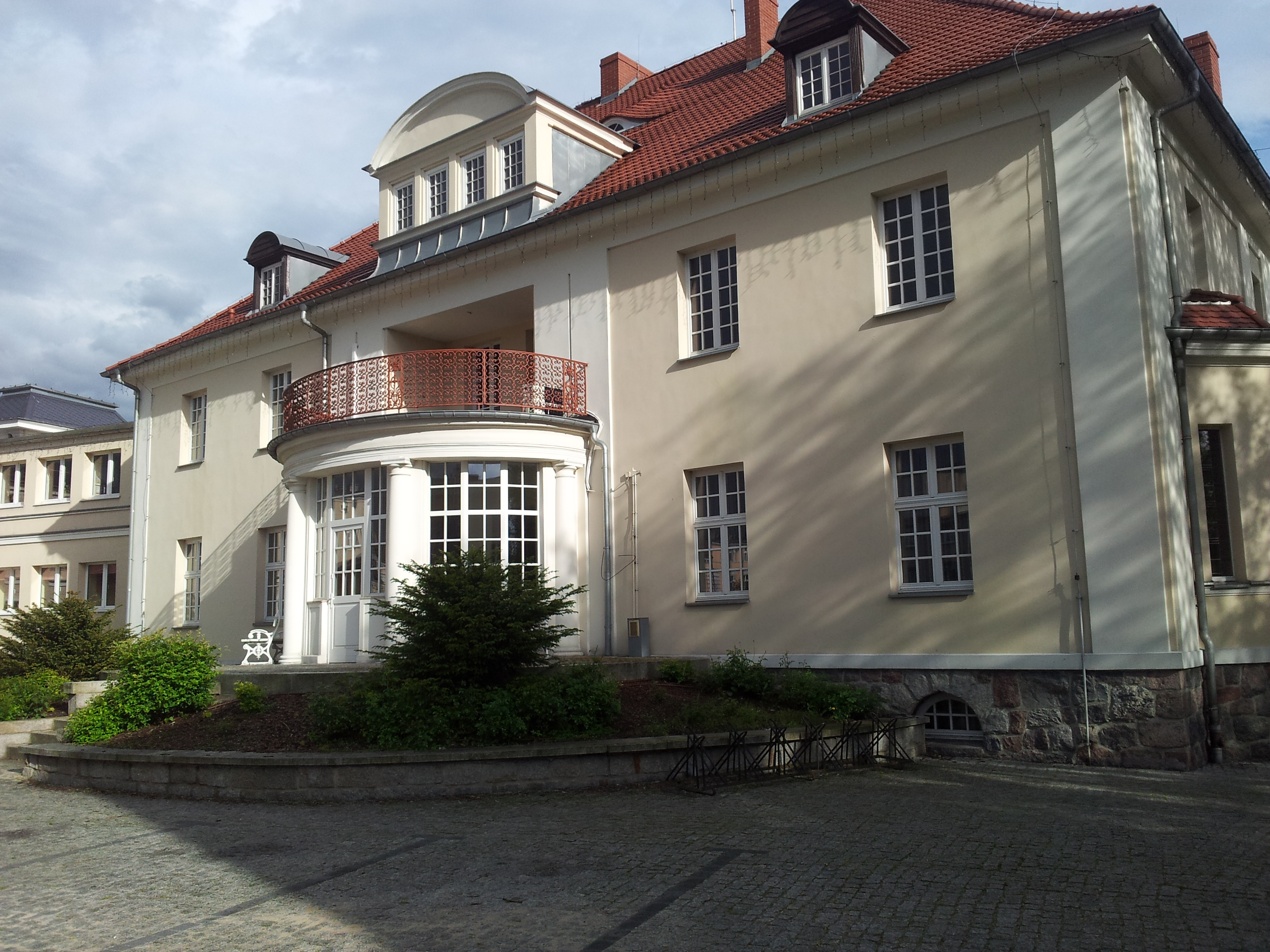
Tòa nhà văn phòng quận từ Phố Moniuszko.
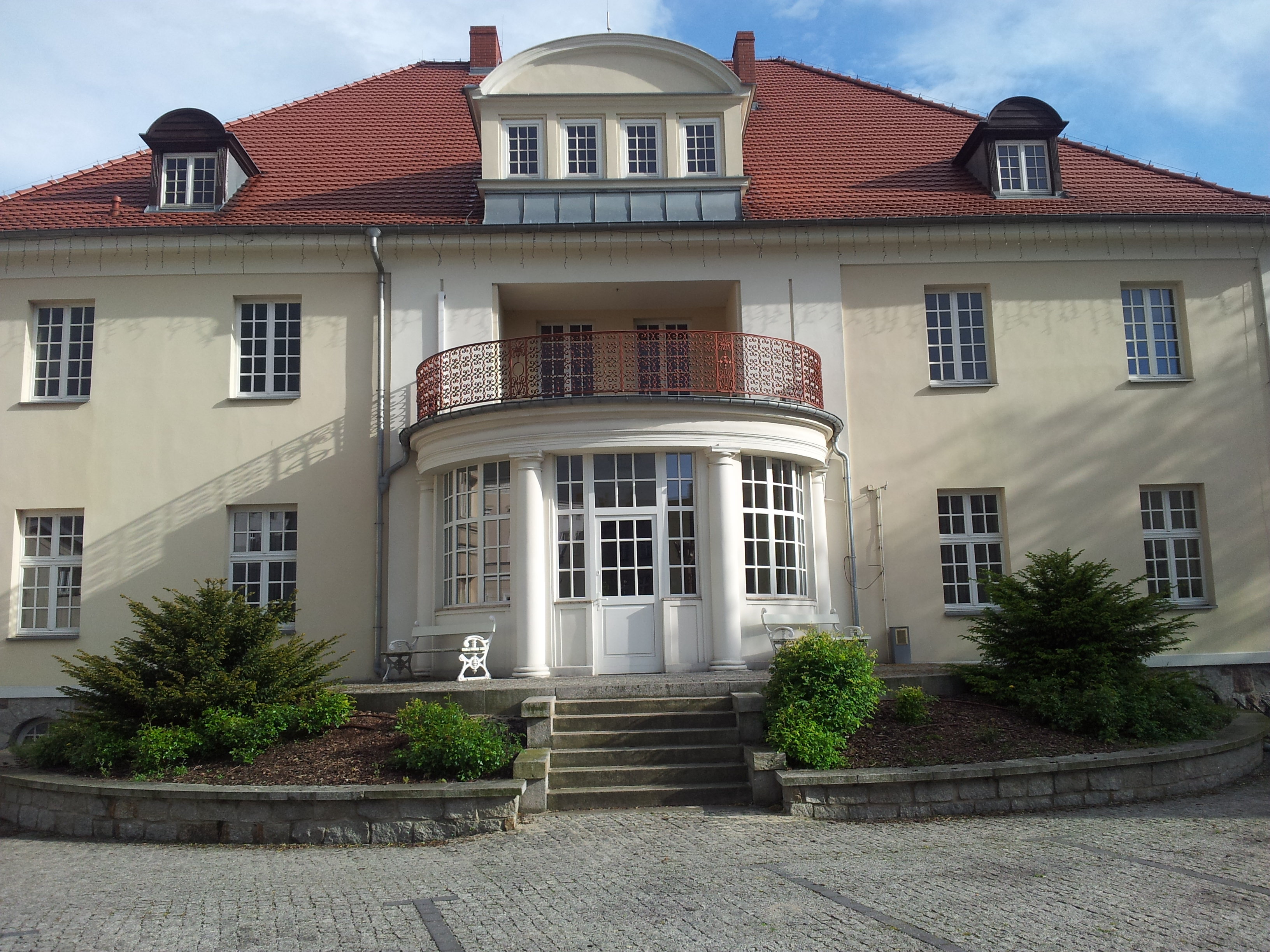
Tòa nhà văn phòng quận từ Phố Moniuszko
Tòa nhà văn phòng quận - vector